# D1高速公路 (捷克)
D1高速公路（捷克語：Dálnice D1）是捷克的一條高速公路，全長352公里（完成後376.5公里）。西起首都布拉格，經波希米亞東部和摩拉維亞，完成後將接駁至波蘭邊境，與A1高速公路相連。
工程早在1939年已經開工，但在1960年前已經完成的77公里路段處於荒廢狀態。1967年布拉格—布爾諾段開工。1971年第一段通車，1980年通至布爾諾。捷克斯洛伐克解體後，工程由延伸至斯洛伐克改名連接波蘭。
目前未完工的、連接日科維采和貝奇瓦河畔利普尼克的路段，預計2022年完成。